# Alba Volán Székesfehérvár
Alba Volan Székesfehérvár är ett ishockeylag från Székesfehérvár, Ungern. Laget grundades 1960 och spelar sina matcher på Székesfehérvár Ice Hall i Székesfehérvár. 
Laget spelar både i den österrikiska ligan, Erste Bank Eishockey Liga och i den inhemska ungerska ligan, OB I bajnokság. Säsongen 2007-2008 vann laget den inhemska ligan medan de slutade på sista plats i den österrikiska. Svensken Andreas Byström spelar för laget.